# Glafira (hetera)
Glafira (z. I w. p.n.e.) – żona Archelaosa II z Komany.

## Biografia
Glafira żyła w I w. p.n.e. Była żoną Archelaosa, arcykapłana w Komanie w Poncie. Kobieta była niezwykłej urody, czym przyciągnąć miała uwagę Marka Antoniusza. Antoniusz nadał jej synowi Archelaosowi Kapadocję, czyniąc go jej królem. Oktawian August ułożył prześmiewczy wulgarny wiersz, w którym wspomniana została relacja między Antoniuszem i Glafirą.
Jej wnuczką była Glafira, druga żona etnarchy Heroda Archelaosa, wspomnianego w Nowym Testamencie.